# Swing Rhythm
Swing Rhythm byl český swingový orchestr.
Soubor vedl Milan Halla. V souboru vedle sebe působili čeští, němečtí i židovští muzikanti. S růstem nacismu se jeho další existence ukázala jako nemožná a soubor se v roce 1939 rozpadl. 
V souboru působili např. Fritz Weiss (trumpeta), Mirek Vrba (bicí), H. G. Gaspari (kontrabas), Václav Novák (tenorsaxofon)
, Hugo Bayer (saxofon), Hans Ebert (saxofon).